# 让布里
让布里（法語：Gembrie，法語發音：[ʒɛ̃bʁi]）是法国上比利牛斯省的一个市镇，属于巴涅尔德比戈尔区。

## 地理
让布里（42°59'23"N, 0°34'28"E）面积1 平方千米，位于法国奧克西塔尼大區上比利牛斯省，该省份为法国西南部内陆省份，北至热尔省，西接大西洋比利牛斯省，南与西班牙接壤，东临上加龙省。
与让布里接壤的市镇（或旧市镇、城区）包括：克雷谢、昂蒂尚、布拉姆瓦克、戈当、萨库埃、特鲁巴。

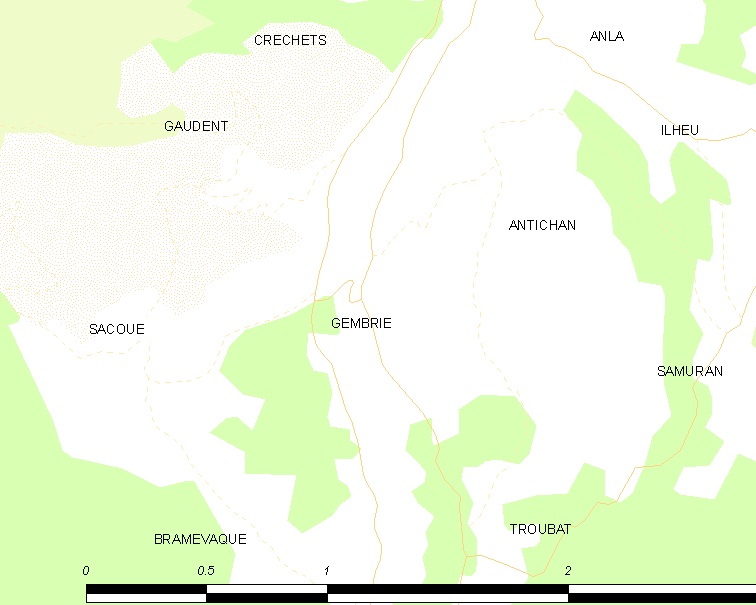
让布里的OSM定位图

让布里的时区为UTC+01:00、UTC+02:00（夏令时）。

## 行政
让布里的邮政编码为65370，INSEE市镇编码为65193。

## 政治
让布里所属的省级选区为巴鲁斯谷县。

## 人口

1962-2008年间让布里人口变化图示

让布里于2022年1月1日时的人口数量为91人。